# Taleporia
Taleporia är ett släkte av fjärilar som beskrevs av Jacob Hübner 1825. Taleporia ingår i familjen säckspinnare.

## Bildgalleri

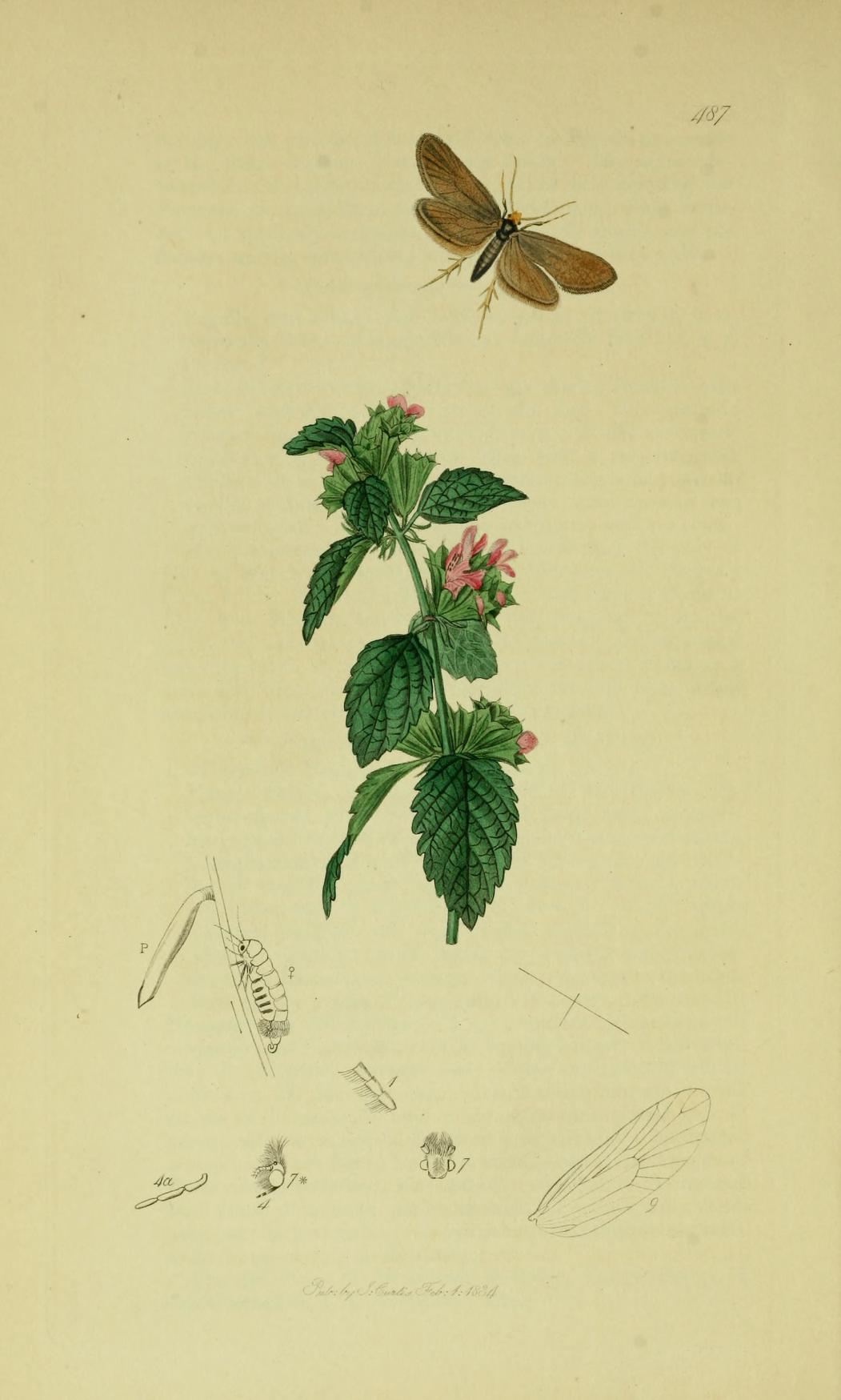
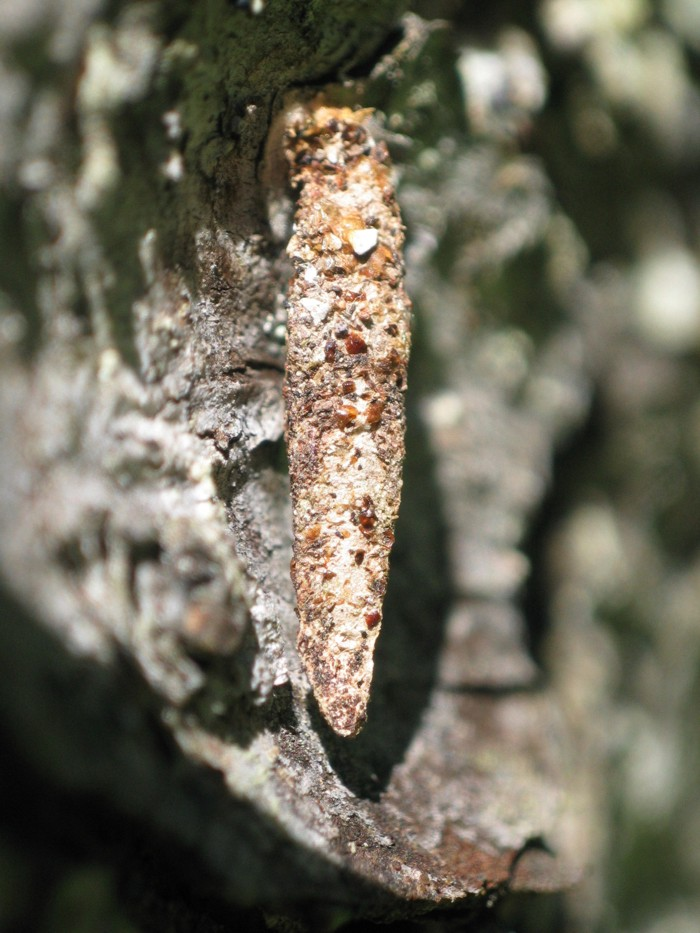
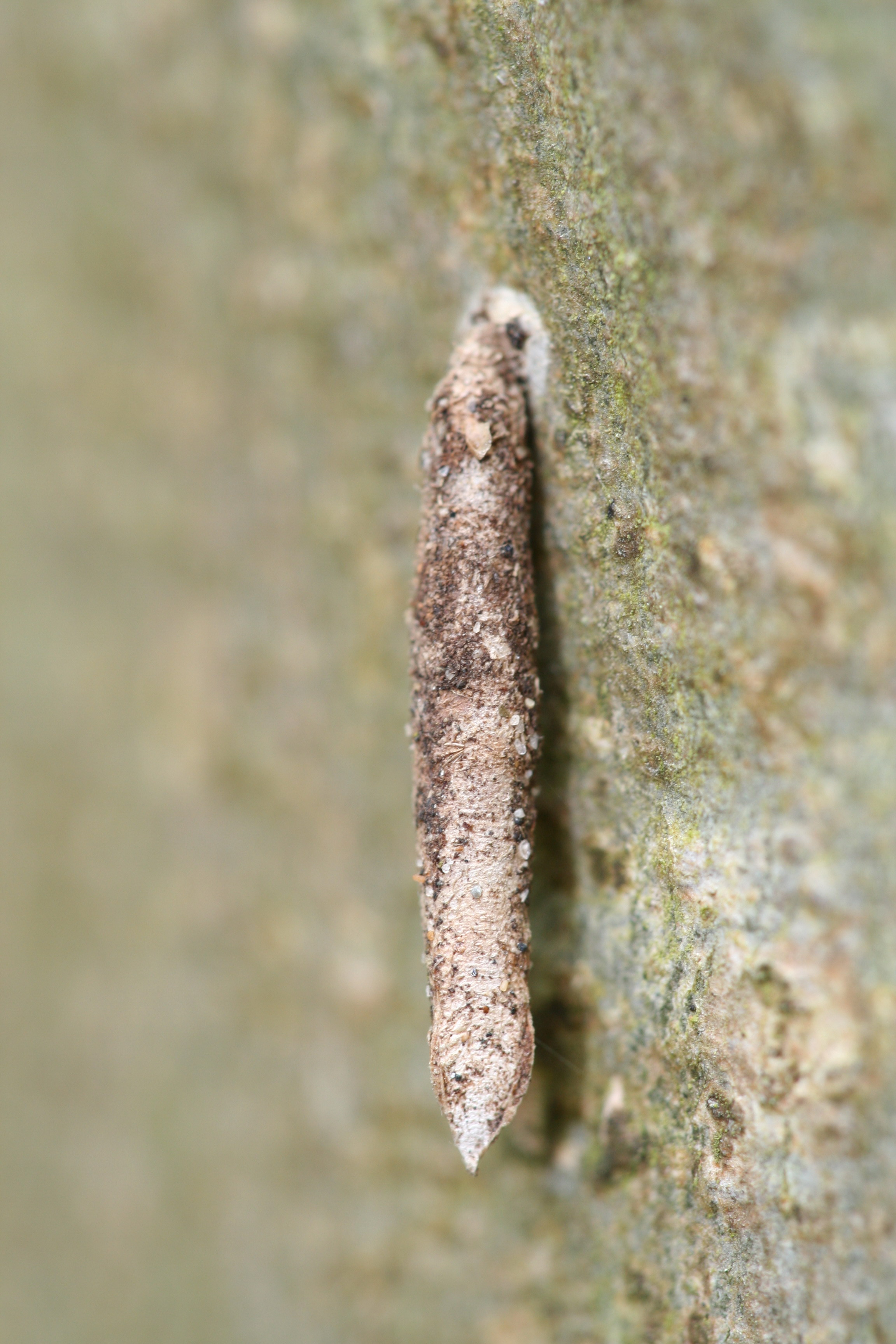
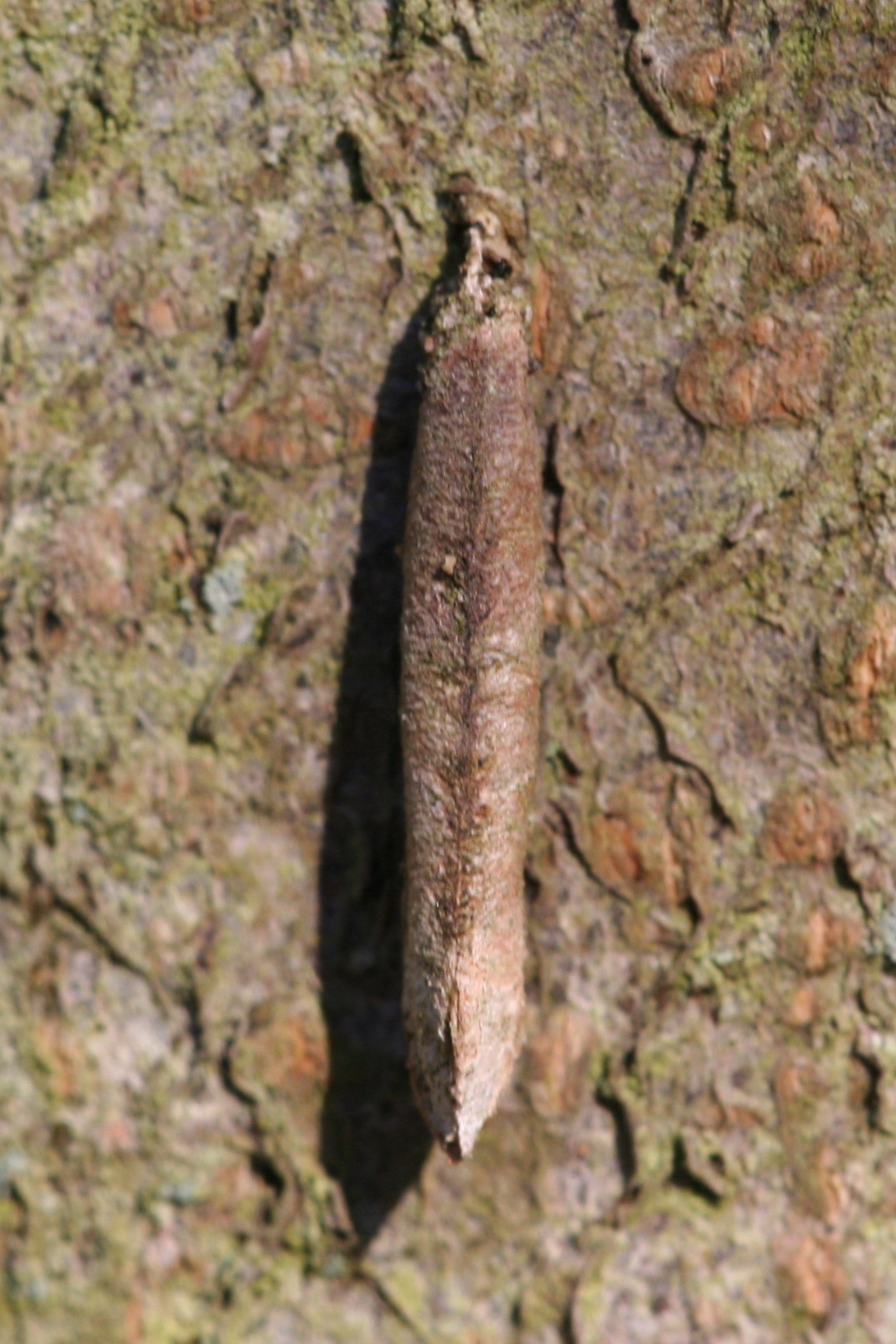
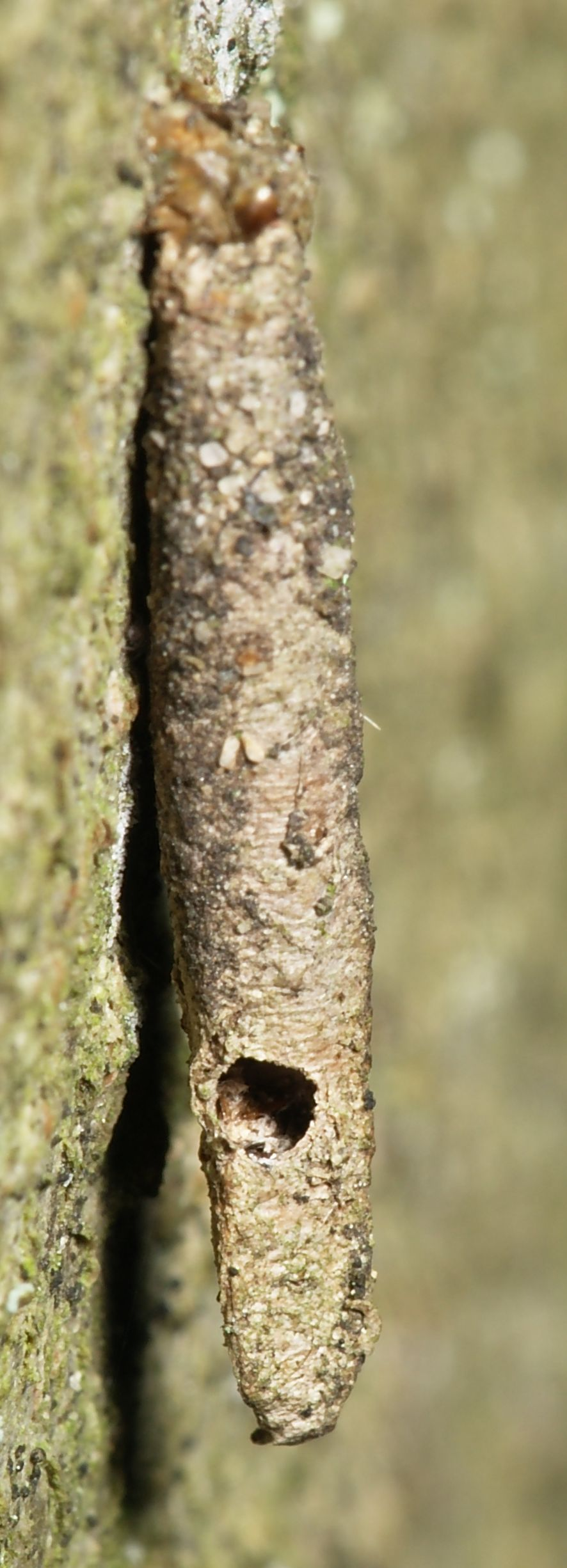

## Dottertaxa tillTaleporia, i alfabetisk ordning[1][2]
- Taleporia aethiopica
- Taleporia amariensis
- Taleporia anderegella
- Taleporia aphrosticha
- Taleporia austriaca
- Taleporia autumnella
- Taleporia bavaralta
- Taleporia borealis
- Taleporia caucasica
- Taleporia cawthronella
- Taleporia clandestinella
- Taleporia crepusculella
- Taleporia discussa
- Taleporia glabrella
- Taleporia gozmanyi
- Taleporia gramatella
- Taleporia guenei
- Taleporia hirta
- Taleporia improvisella
- Taleporia isozopha
- Taleporia lefebvriella
- Taleporia mesochlora
- Taleporia microphanes
- Taleporia minor
- Taleporia minorella
- Taleporia nana
- Taleporia nigropterella
- Taleporia politella
- Taleporia pseudobombycella
- Taleporia sciacta
- Taleporia shosenkyoensis
- Taleporia szocsi
- Taleporia tessellea
- Taleporia tesserella
- Taleporia triangularis
- Taleporia trichopterella
- Taleporia tubulosa
- Taleporia zopha